# Ndjeumbeutt Mbodj
Ndieumbeutt Mbodj (numerosas variantes: Jombot, Njombot, Dembet etc.), nacida alrededor de 1800 y muerta en septiembre de 1846, fue una "linguère" (reina) del reino de Waalo, un antiguo reino entre el norte de Senegal y el sur de Mauritania, hermana de Ndaté Yalla Mbodj, también reina de Waalo y resistente a la ocupación colonial. Para acabar con las incesantes disputas entre los Waalo y el reino de Trarza, accedió a casarse con el rey moro de Trarza, Mohamed El Habib . Su unión se celebró en Dagana. Ndiembeutt fue una reina reconocida por su sabiduría.

## Biografía
La linguère Njombott Mbodj forma parte de la dinastía materna Tedyek de Waalo, una de las tres dinastías maternas de Waalo fundadas alrededor del siglo XIV. Es hija del brak Amar Fatim Borso Mbodj y de la linguère Awo Fatim Yamar Khuri Yaye Mbodj, respectivamente rey y reina de Waalo a principios del siglo XIX.
La abolición de la trata atlántica de esclavos en el siglo XIX trajo consigo el resurgimiento del antiguo comercio transahariano de esclavos. Los moros de Trarza y Brakna, intermediarios tradicionales de este comercio, ejercen por tanto una mayor presión sobre los reinos wolof. Tras la retirada temporal de la empresa comercial de St. Louis tras el fracaso del régimen de plantaciones, esta, entre otras políticas, permitió a los emires moros interferir en los asuntos políticos de Waalo. Durante una de estas muchas intervenciones políticas, el emir de Trazar Mohamed El Habib aprovechó una guerra civil entre los partidarios de Fara Penda -apoyados por la linguère Ndieumbeutt Mbodj y todos los pequeños comerciantes de Saint-Louis- y los de Xerfi Daro, apoyado por la administración colonial francesa en Senegal. En mala posición y deseosos de acabar con el saqueo de Waalo por parte de los moros, los dignatarios de Waalo deciden dar en matrimonio a la linguère Ndieumbeutt al emir de Trarza.
Este matrimonio fue mal recibido por la administración francesa en Senegal, en particular por el gobernador Quernel. Los franceses no querían ver a los moros ocupar una posición dominante en ambas orillas del río Senegal. A la administración francesa también le preocupa que algún hijo de este matrimonio pueda heredar tanto el trono de Waalo como el de Trazar. Por eso, la administración francesa amenaza a la linguère y al emir con una intervención militar si se celebra el matrimonio. La linguère y el emir ignoran las amenazas de los franceses y deciden casarse a pesar de todo. Tras su matrimonio, el 18 de Julio de 1833, la administración francesa lanzó una serie de acciones militares contra Waalo y Trarza. El Waalo está devastado. En 1834, la linguère Ndieumbeutt y el futuro brak (Fara Penda) se vieron obligados a huir. Con la ayuda de su prima, el damel de Cayor Meysa Tende Joor Fall, se refugiaron en Ngik en Njambur. El 30 de agosto de 1835 el emir de Trarza firmó un tratado con los franceses, que le obligaba a ceder sus derechos y los de sus descendientes de su matrimonio con la linguère Ndieumbeutt al reino de Waalo. Un segundo tratado firmado el 4 de septiembre de 1835 reconoce a Fara Penda como el nuevo brak. También permite que los exiliados, la linguère Ndieumbeutt y el brak Fara Penda, regresen al Waalo. A lo largo de la década de 1830 hasta su muerte en 1846, Ndieumbeutt dominó la escena política de Waalo.

## Controversias
Ndieumbeutt Mbodj es responsable de la nominación y elección de al menos dos braks de Waalo, Fara Penda y Mbody Malik. Se dice que el noble consejo de electores (Sek ak Baor), encargado de elegir a los reyes de la familia reinante, fue sobornado por dNdieumbeutt para nombrar al menos a dos de sus candidatos favoritos, en detrimento del favorito de los franceses, Xerfi Daro (de muchas variaciones en la ortografía de su nombre, incluido Kherfi Xari Daaro). Aunque los Sek ak Baor habían mostrado interés en Xerfi Daro mucho antes de que los franceses expresaran algún interés en él, y ellos (el Consejo) estaban preparando a Xerfi Daro como futuro rey de los Waalo, algunos han planteado la tesis según la cual, un noble llamado Jawdin Sharlu (un miembro poderoso del Consejo) se había reunido con la linguère Ndieumbeutt Mbodj en ciertas ocasiones en secreto, y la linguère le convenció de usar su influencia para asegurar la nominación y elección de su candidato preferido. Se avanza además que, la linguère Ndieumbeutt Mbodj sobornó a cada miembro del Consejo con 1500 francos franceses más oro durante los tres días que los visitó en secreto (que fue arreglado previamente por Jawdin Sharlu).

## Legado
La linguère Ndieumbeutt Mbodj es reconocida como uno de los monarcas de la Senegambia precolonial que resistió a la administración colonial. También se la considera una mujer fuerte y poderosa que unió a su país y a su pueblo al aceptar casarse con el emir, garantizando así la seguridad de su reino y de su pueblo. Murió en septiembre de 1846 y su hermana menor, Ndate Yalla, la sucedió como linguère.